# Garrett Bradbury
Garrett Bradbury (geboren am 20. Juni 1995 in Charlotte, North Carolina) ist ein US-amerikanischer American-Football-Spieler auf der Position des Centers. Er spielte College Football für North Carolina State und wurde im NFL Draft 2019 in der ersten Runde von den Minnesota Vikings ausgewählt. Seit 2025 spielt Bradbury für die New England Patriots.

## College
Bradbury besuchte die Charlotte Christian School in seiner Heimatstadt Charlotte, wo er als Tight End sowie als Defensive Lineman Football spielte.
Von 2015 bis 2018 spielte Bradbury Football am College. Er besuchte die North Carolina State University und spielte dort für die NC State Wolfpack in der NCAA Division I FBS. Er spielte 2015 zunächst auf der Position des Guards und kam überwiegend in Special Teams zum Einsatz, bevor er 2016 als Starter auflief und 87 Prozent aller offensiven Snaps spielte. Ab 2017 spielte er als Center und gewann 2018 die Rimington Trophy, die an den besten Center im College Football vergeben wird. In der Saison 2018 ließ er bei über 900 Snaps keinen Sack zu.

## NFL
Im NFL Draft 2019 wurde Bradbury in der 1. Runde an 18. Stelle von den Minnesota Vikings ausgewählt. In seiner Rookiesaison lief er in allen Spielen als Starter auf, ebenso in seinem zweiten Jahr. In der Saison 2021 kam Bradbury in den ersten sieben Partien von Beginn an zum Einsatz. Anschließend verpasste er zwei Spiele, da er auf die COVID-19-Reserve-Liste gesetzt worden war. Da sein Ersatz Mason Cole im Gegensatz zu Bradbury hatte überzeugen können, behielt er auch nach Bradburys Rückkehr zum Team seinen Platz in der Stammformation inne. Am 13. Spieltag kehrte Bradbury in die Stammformation zurück, da durch mehrere Umstellungen in der Offensive Line Cole auf die Position des Right Guards rückte. Vor Beginn der Saison 2022 lehnten die Vikings die Fifth-Year-Option von Bradburys Rookievertrag ab. Nach dem Abgang von Cole zu den Pittsburgh Steelers ging Bradbury erneut als Stammspieler in die Saison. Er bestritt zwölf Spiele als Starter, die letzten fünf Partien der Regular Season verpasste er verletzungsbedingt, bevor er bei der Play-off-Niederlage gegen die New York Giants wieder spielte.
Im März 2023 einigte Bradbury sich mit den Vikings auf einen neuen Dreijahresvertrag im Wert von 15,75 Millionen US-Dollar. Bradbury absolvierte insgesamt 88 Spiele für die Vikings, dabei war er stets Starter. Nach der Saison 2024 wurde er am 17. März 2025 infolge der Verpflichtung von Ryan Kelly entlassen. Daraufhin unterschrieb Bradbury einen Zweijahresvertrag im Wert von bis zu zwölf Millionen US-Dollar bei den New England Patriots.